# Расселл, Джордж (музыкант)
Джо́рдж А́ллен Ра́сселл (англ. George Allen Russell; 23 июня 1923 — 27 июня 2009) — авторитетный американский джазовый композитор, барабанщик и пианист, один из крупнейших теоретиков джаза, новатор в области гармонии и аранжировки, автор «Лидийской хроматической концепции тональной структуры для импровизации».

## Биография
Родился в Цинциннати в 1923 году, был приёмным сыном медсестры и начальника железной дороги «Балтимор и Огайо». Начал играть на барабанах в коллективе «Bou Scout Drum And Bugle Corps», позже поступил в Уилберфорский университет, где попал в команду «Collegians».
В 1945 году приехал в Нью-Йорк, написал несколько аранжировок для оркестра Диззи Гиллеспи, в частности для первого концерта оркестра в Карнеги-холле (1947), затем для бэндов Чарли.